# سن پائولو بل سیتو
سن پائولو بل سیتو (به ایتالیایی: San Paolo Bel Sito) یک کومونه در ایتالیا است که در استان ناپل واقع شده‌است.

## خصوصیات
سن پائولو بل سیتو ۳٫۰ کیلومترمربع مساحت و ۳٬۵۴۶ نفر جمعیت دارد و ۵۰ متر بالاتر از سطح دریا واقع شده‌است.

## خواهرخوانده
شهر کاسامارسیانو خواهرخواندهٔ سن پائولو بل سیتو هست.